# Von Platen Hallermund
Von Platen Hallermund is een hoogadellijke, grafelijke familie uit Rügen.

## Geschiedenis

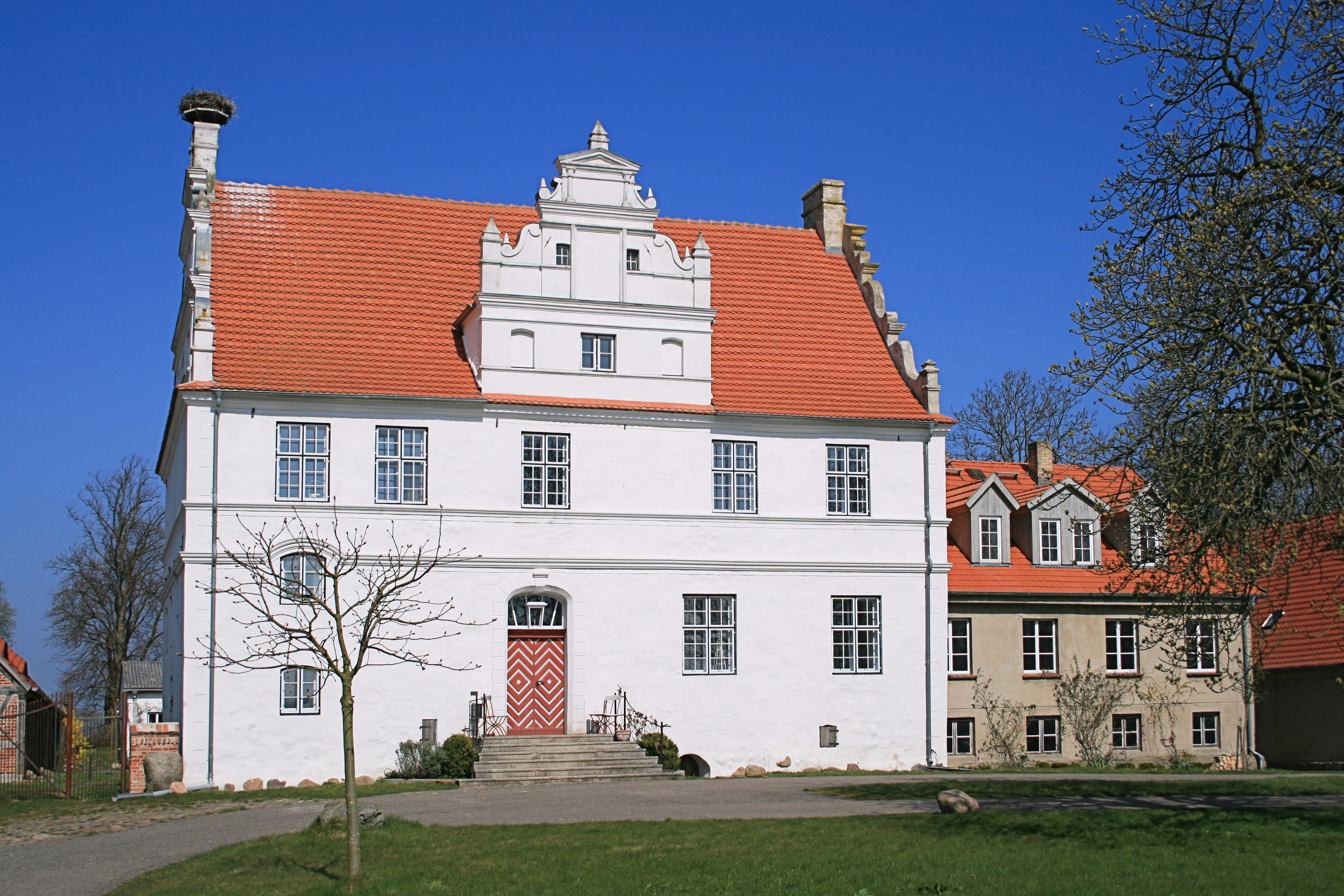
Manoir van Venz op het eiland Rügen

In 1255 wordt voor het eerst een "Otto cum plata" (Otto mitter Platen) vermeld. De stamreeks begint met Hennig von Platen die rond 1396 wordt vermeld.
In 1486 verwierf Georg von Platen terreinen in Venz op het eiland Rügen waar nakomelingen het huidige landhuis lieten bouwen dat tot 1945 in de familie bleef, en na de Duitse eenwording in 1992 opnieuw terugkwam aan de familie Von Platen.
In 1630 werd de Zweedse luitenant Erasmus von Platen verheven tot des H.R.Reichsfreiherr, een titel die in 1670 in Wenen wordt bevestigd voor diens zoon Franz Ernst von Platen. In 1690 volgde verheffing in de rijksgravenstand met de titel "Edler Herr" en het predicaat "Hoog- en Welgeboren" bij eerstgeboorte. In 1706 werd laatstgenoemde beleend met het graafschap Hallermund. In 1829 werd aan een nazaat het predicaat "Erlaucht" (Zijne Doorluchtigheid) verleend, hetgeen in 1847 in Oostenrijk bevestigd werd.
De leden van de familie voeren de titel van graaf/gravin, het hoofd van het huis bovendien de titel "Edler Herr" en het predicaat Z.D., en worden gerekend tot de hoge adel en als ebenbürtig aan leden van (voormalig) regerende vorstenhuizen.

## Enkele telgen
- Sophia von Platen-Hallermund (1675-1725), hofdame
- Sabine Louise Juliana Louise Gräfin von Platen Hallermund (1780-1826)
- August Graf von Platen Hallermund (1796-1835), dichter